# Сад Травникова
Ботанический сад имени Павла Ивановича Тра́вникова — уникальный сад (сквер), расположенный в Москве во дворе дома 8 по Фрунзенской набережной. На его территории в 0,27 га растут многие редкие растения, в том числе 13 видов растений из различных Красных книг России. Сад является памятником исторической ландшафтной архитектуры и природы, искусственно созданный руками человека. Заложен в 1958 году и назван в честь своего основателя Павла Ивановича Травникова. Ближайшая станция метро — «Парк Культуры».

## История создания
Сад был создан в Москве в 1958 году Павлом Ивановичем Травниковым, жителем дома 8 по Фрунзенской набережной, оборудован на насыпной земле и находится на рукотворной террасе на склоне берега Москва-реки. Сад расположен на местах московских довоенных «трущоб», где жителям приходилось выкапывать ямы для создания «туалета», строить лачужки, пробивать сквер к метро.
Для фундамента Травников покупал грузовики земли из котлованов, вырытых для строительства стадиона «Лужники» (весна 1955 года), других ближайших зданий в ходе реконструкции района «Хамовники» и образования Комсомольского проспекта, из-за чего поверхность земли в саду не отличается ровностью и однородностью (при вскапывании земли в некоторых местах на 30 см можно наткнуться на кирпичи, стекло и железки).

## Биография П. И. Травникова
Павел Иванович Травников родился 17 марта 1908 года. Окончил Высшую пограничную школу, кадровым военным служил на советско-польской границе до 1938 года, в котором его перевели в Москву. Учился на юридическом факультете, но прервал своё обучение из-за войны, по окончании которой окончил 3-й и 4-й курсы. 10 лет работал в органах государственной безопасности (пом. нач. группы 3 отделения 1 отдела ГУГБ НКВД СССР). По данным Андрея Белоусова, во время ВОВ, состоял в охране Иосифа Сталина.

В 1943 году семья Травниковых переехала из дома 4 по Фрунзенской набережной в дом 8, построенный пленными немцами. В 1947 году, в возрасте 39 лет во время командировки пострадал в автокатастрофе, повредил позвоночник. Из-за неправильно поставленного диагноза (радикулит) и неправильного лечения раскрошились 6 позвонков. 2 года Павел Иванович пролежал в гипсовой кровати. После носил жесткий корсет от шеи до поясницы. Вставать Павел Иванович начал в 1954 году и затем сбросил корсет без разрешения врачей. 
 У Травникова родились две дочери.

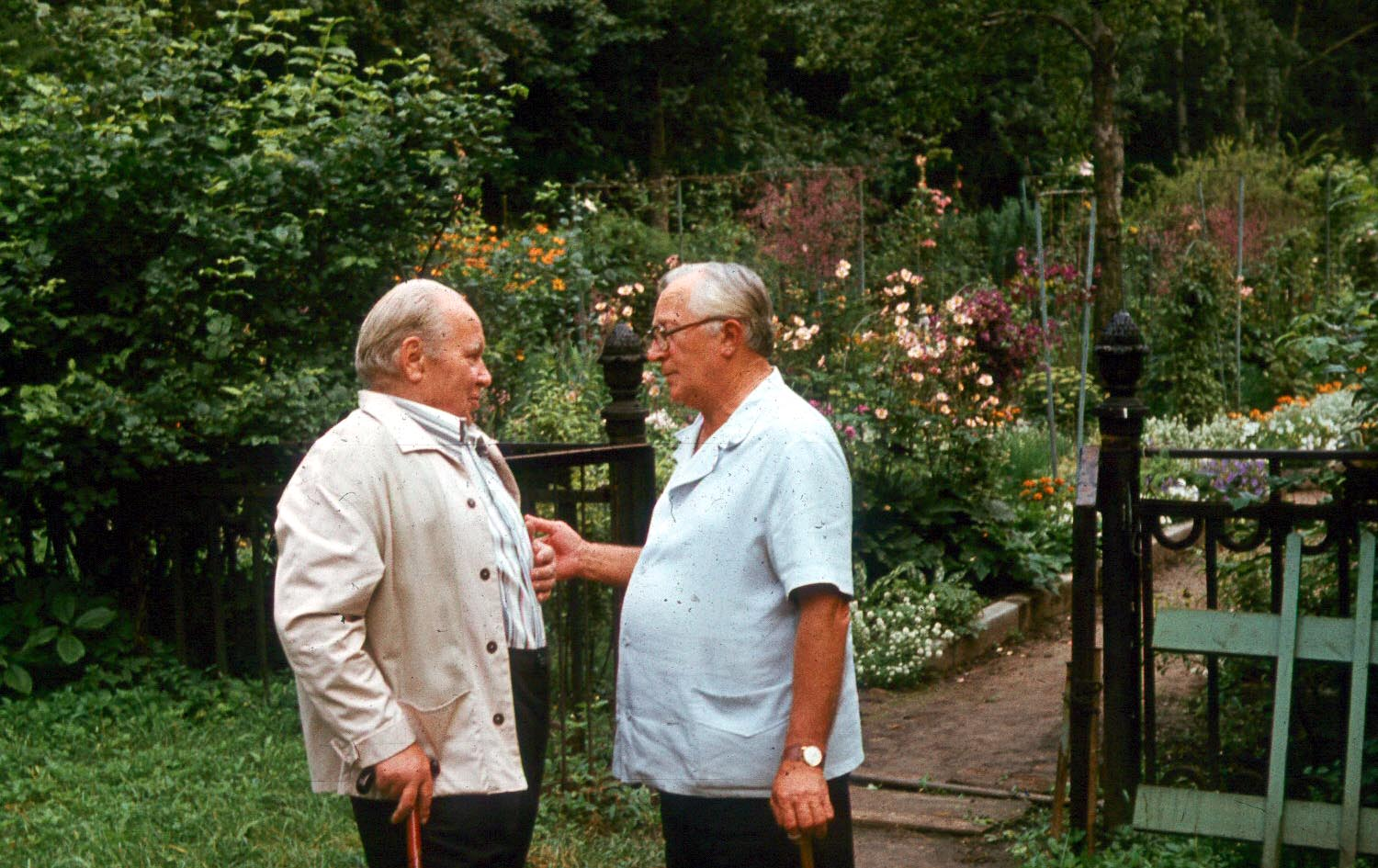
П. И. Травников с соседом у калитки на входе в сад. С жителями проводилась активная работа.

- Генриэтта Павловна Конюхова — издатель издательства «ИздАТ».
- Алла (Алиса) Павловна, в супружестве Белоусова (1934—2015) — химик (кандидат химических наук), преподавала в МИТХТ им. М. В. Ломоносова[4][5].

Сын Алисы — Андрей Рэмович Белоусов — экономист, государственный деятель, 1-й заместитель председателя правительства России с 2020 года, министр обороны России с 14 мая 2024 года.

## История сада
Первыми посадками в саду стали яблони, сливы и тёрн. Первое время сад был весь в розах, так как его создатель больше всего ими увлекался и даже прошёл курсы разведения роз. Уже через три года после основания сад получил награды за огромную коллекцию плодоносных деревьев, кустарниковых и декоративных растений, привлекал научных деятелей внутри страны и за рубежом. П. И. Травников участвовал в ежегодных цветочных выставках в ВДНХ. Следующей — после роз — страстью Травникова стали клематисы, масштабная коллекция которых стала первой существующей в Москве, ни один ботанический сад в городе не мог такой похвастаться. Первые клематисы привезла младшая дочь Травникова Генриэта со своим мужем из Киевского ботсада.

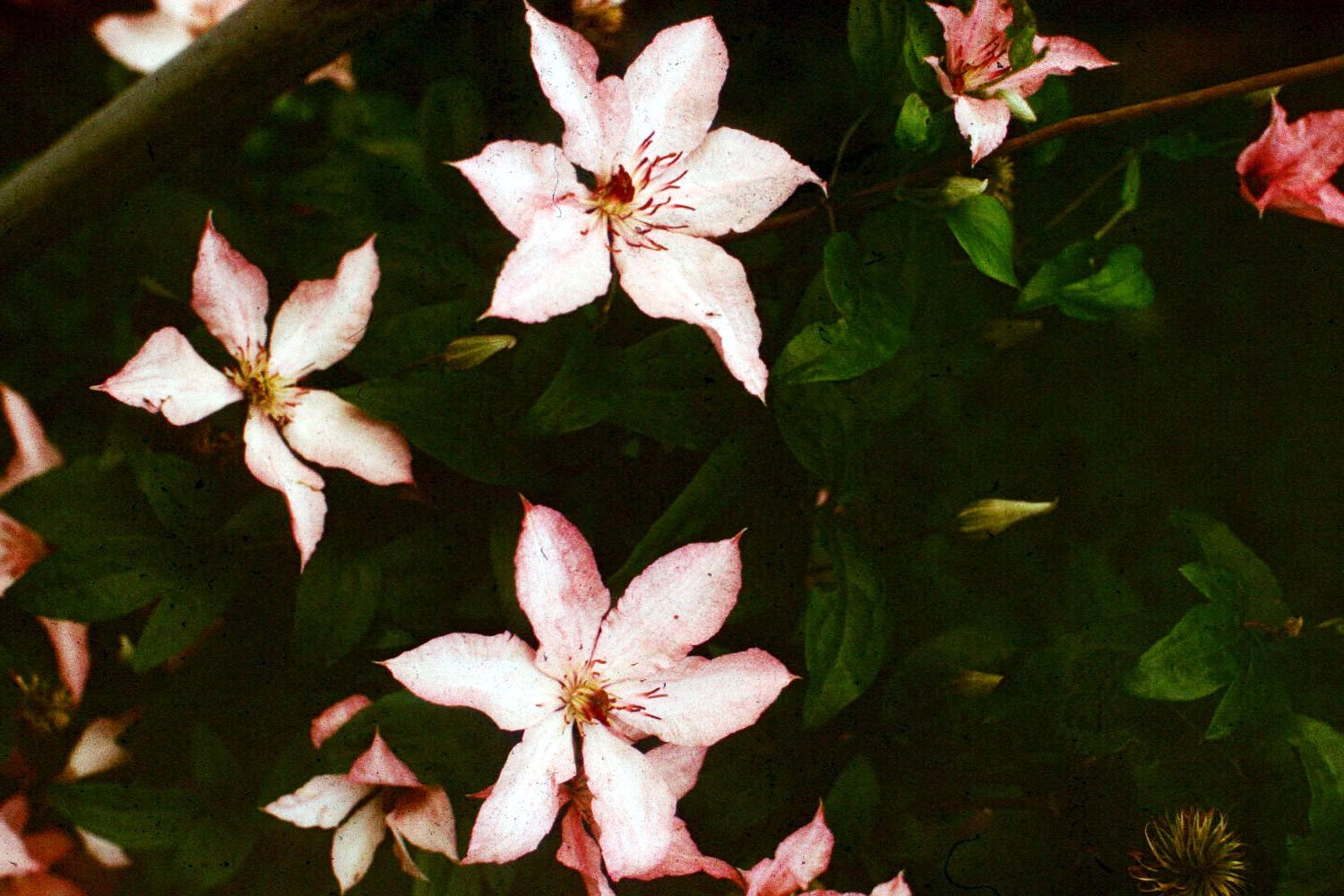
Клематис.

П. И. Травников имел далёкие связи и многих единомышленников-знатоков: Михаил Иванович Орлов из Киевского ботанического сада, ведущий специалист по цветам Бескаравайная Маргарита Алексеевна из Никитского ботсада, Московские заказники и ботсады союзных республик. В сад приезжали селекционеры из разных мест, привозили редкие сорта растений, в саду, таким образом, растёт актинидия с Дальнего Востока. Люди сами привозили краснокнижники. Приезжала Шаронова Мария Фёдоровна из Перловки, селекционер клематисов, которая помогала и в последние годы жизни Травникова. Прожила 102 года. В саду побывали патриарх Всея Руси, настоятель церкви Николы в Хамовниках, народная артистка СССР Любовь Орлова и другие знаменитости.
В 1970-х годах больше всего в ухаживании за садом помогали Нина Ивановна Романова, которой были переданы все планы П. И. Травникова, и жительница квартиры 61 Лукерья Ивановна Емельянова. Однако женщины не нашли общий язык, а Лукерья Ивановна заболела и уехала. Переданные планы в настоящее время утрачены.
Для поддержания сада с жителей брали деньги по 30 копеек с взрослого, 10 — с ребёнка, также деньги выделяло Общество добровольных озеленителей Москвы.
В саду была традиция раздавать урожай слив, яблок, груш, ягод и трав пенсионерам и жителям, а в день знаний — букеты первоклассникам и школьникам. Проводились дни цветов и голосования за букет дня, рассада раздавалась в окрестные дворы.
Из Тимирязевской академии приезжали аспиранты, которые под руководством создателя сада писали диссертации и дипломные работы.
Из-за болезни Травникова в начале 80-х уход за садом резко пошёл на спад. Его дети и жители ходили смотреть, что зацвело, а что — нет, собирали урожай, помогали, чем могли.
После смерти создателя сада в 1985 году за садом продолжила уход Романова Нина Ивановна, которая приезжала из Матвеевского, но в силу здоровья и политической ситуации в стране всё меньше внимания уделялось московскому уникуму, и с начала 2000-х жители близлежащих домов видели её крайне редко. О саде было забыто.
Многие растения были похищены, например, сибирский кедр, также в конце 90-х бездомные растащили литое ограждение, добытое Травниковым с авиационного завода, на продажу. В 2001 году местное РЭУ поставило новый забор с сеткой.
В 2007 году учитель биологии ГОУ СОШ № 588 Егоров Александр Викторович обнаружил сад. Увидев редкие виды растений, он решил исследовать территорию. Вместе со своими подопечными уже на следующей неделе был проведён первый субботник школьников в саду им. П. И. Травникова, а биолог провёл первый учёт растений, измерил стволы деревьев и границы участка. Позже он узнал, что сад носит имя своего создателя Павла Ивановича Травникова.
В 2008 году ученики 10А класса ГОУ СОШ № 588 во главе с Александром Викторовичем создали сайт по своему проекту о саде sadtravnikov.narod.ru. Школьники провели учёт растений в саду, познакомились с дочерью П. И. Травникова.

## Награды и публикации
При жизни Травникова сад получил не менее двадцати пяти почётных грамот и восьми дипломов от Добровольного Общества Содействия Озеленению города Москвы (ДОСОМ), Московского Городского Общества Озеленения и Охраны Природы, Всероссийского Общества Охраны Природы, Исполкома Ленинского Райсовета Москвы и других.
В период с 1960 по 2012 год о саде было написано более 17 публикаций в таких изданиях, как газеты «Вечерняя Москва», «Известия», «Московская правда», «Московская реклама», «Советская культура», «Тимирязевец», справочник «Москва-76», журнал «Огонёк», интернет-газета The Village, Живой Журнал и многие другие.
Сад также неоднократно снимался для передач Московского Телевидения.

## Официальный статус

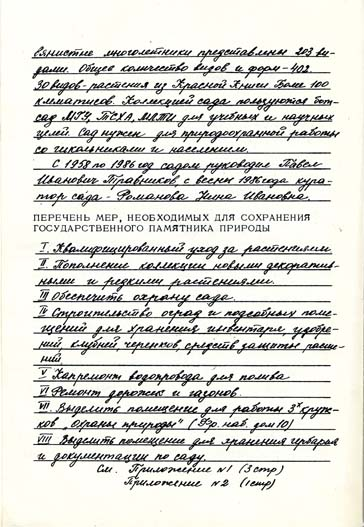
В паспорте указано, что сад представлен 302 многолетними травянистыми видами растений, общим числом в 402 вида, 30 — входят в Красную книгу. Коллекцией сада на тот момент пользовались Ботсад МГУ, ТСХА, МЛТИ для учебных и научных целей.

Сад им. П. И. Травникова получил паспорт в 1982 году. В настоящее время сад носит статус памятника природы — ООПТ сад П. И. Травникова ПП от 26.03.2003 № 203, входит в зону охраняемого ландшафта, находится в границах зоны строгого регулирования застройки N001 и зоны охраняемого культурного слоя N001 (ПП от 07.07.98г. № 545), а также, в границах территорий природного комплекса, включая ООПТ (ОПК № 33 режим 2; ОПК № 86 режим 3, № 364-ПП от 16.08.2011 «Об утверждении проекта планировки территории прилегающей к Зубовскому бульвару, ограниченной Кропоткинским пер., Фрунзенской наб., 2-й Фрунзенской улицей, Комсомольским проспектом и включающей Андреевский пешеходный мост и часть территории ЦПКиО им. Горького»).
Постановление Правительства Москвы от 15 сентября 2015 г. N 595-ПП подтвердило статус особо охраняемой природной территории регионального значения и придало саду им. Травникова категорию «ботанический сад».

## Видовое разнообразие
На данный момент в саду произрастают растения из Красной книги Москвы и Московской области: ветреница дубравная, ветреница лютичная, купена душистая, ландыш майский, печёночница благородная, медуница неясная, хохлатка плотная, хохлатка Маршалла, страусник обыкновенный, растения из Красной книги России: тис ягодный, кандык европейский, белоцветник весенний, а также другие редкие видовые растения, в частности, пион древовидный, ель канадская (сорт 'Коника'), бруннера сибирская и прочие.

## Современные угрозы саду
30 мая 2012 года стало известно о планируемом строительстве элитного комплекса «апарт-отеля» Komsomolsky de Luxe площадью 11,87 тыс. м² дочерней компанией ЗАО «Дон-строй Инвест», ООО «Тамроф». Планы строительства затрагивают охраняемый ландшафт, включающий в себя сад им. П. И. Травникова, Новокрымский сквер. Рытьё котлована непременно изменит рельеф местности, не говоря уже о зоне мелкого заложения метрополитена (Парк Культуры — Фрунзенская), что уничтожит сад им. П. И. Травникова, который является памятником природы. Жители окружающих домов собрали инициативную группу противников строительства. Их усилиями были добыты планы строительства и ГПЗУ № RU77-210000-001122 от 11.03.2011 г., которое было выдано, несмотря на запрет Мэра Москвы об уплотнительной точечной застройке, невзирая на протесты жителей и без проведения публичных слушаний по проекту межевания и ГПЗУ, с грубейшими нарушениями законов, строительных норм и угрозы безопасности людей, живущих в соседних домах. Также был получен сводный план коммуникаций согласно которому по территории сада должны пройти канализационные, газовые и водопроводные трубы.
Согласно актуализированному Генеральному плану города Москвы до 2025 года, квартал, в котором располагается сад им. П. И. Травникова, не подлежит реконструкции. Известно, что жителям не раз в течение нулевых удавалось приостановить выдачу разрешительных документов на строительство внутри квартала. 30 мая жители квартала № 443 ЦАО Хамовников узнали о том, что якобы на публичных слушаниях они дали согласие на строительство элитного комплекса ООО «Тамроф», дочерней компанией «Дон-строй Инвест». 24 июня 2012 года прошёл митинг в форме встречи с депутатами муниципального собрания района «Хамовники», на котором собралось 250 жителей, и было решено создать согласительную комиссию для публичных слушаний.
Митинг во спасение сада им. П. И. Травникова и против точечной застройки (хештег #savesad) прошёл 17 ноября 2012 года в Новокрымском сквере напротив метро «Парк Культуры», близ сада и Крымского моста. Митинг вызвал большой резонанс и публикации в СМИ.
За день до митинга глава управы района Хамовники Владимир Азаров, инициировал встречу с инициативной группой жителей, на которой также присутствовала генеральный директор «Дон-Строя» Алёна Дерябина. Накануне «Дон-строй» распространил пресс-релиз о создании благотворительного Фонда поддержки сада П. И. Травникова. Позже эта информация была опровергнута инициативной группой жителей и Кружком.

## Планы (наследники сада)
С 2007 по 2018 год за садом ухаживали волонтеры. Благодаря их деятельности, преобразовавшейся в неофициальное общественное движение «Кружок», сад приобрел известность в настоящее время, был налажен периодический уход за растениями, был официально подтвержден статус ООПТ.
В феврале 2018 началось возрождение сада имени Травникова при поддержке Ботанического сада МГУ имени М. В. Ломоносова.
С весны 2018 года по настоящее время в сезон вегетации в саду работает садовник ботанического сада МГУ. Установлено высокое ограждение, проложены дорожки, подземные линии для освещения и летнего полива, расширено видовое и сортовое разнообразие растений.